# K'naan
K'naan, născut Keinan Abdi Warsame (somaleză Keynaan Cabdi Warsame, arabă كنعان عبدي ورسمه) este un poet, rapper, cântăreț și compozitor somalo-canadian.

## Biografie
Născut în Somalia, K'naan și-a petrecut copilăria în Mogadishu și a stat acolo în timpul Războiului Civil Somalez, care a început în 1991. Mătușa lui, Magool, a fost una dintre cele mai faimoase cântărețe din Somalia. Străbunicul lui K'naan a fost poet. El este musulman,, iar numele lui, Keinan, înseamnă „călător” în limba somaleză. Și-a petrecut anii de început ai vieții ascultând discuri hip hop trimise de tatăl său din America, care plecase mai demult. Când avea 13 ani, K'naan, mama lui, cei trei frați, fratele mai mare, Liban și surorile mai mici Naciimo, Sagal au reușit să părăsească patria lor și să se reunească cu restul rudelor în New York City, unde ai stat puțin timp înainte să se mute în Canada, Toronto în cartierul Rexdale, unde era o comunitate mare de somalezi. Acolo,  K'naan a început să învețe engleză, în mare  parte pentru că asculta albume hip hop de la artiști ca  Nas și Rakim. În ciuda faptului că el nu putea vorbi încă limba, tânărul K'naan s-a învățat singur dicția hip hop și rap, copiind versurile și stilul fonetic. El, de asemenea, apoi a început să cânte rap.
Este căsătorit cu Deqa, o farmacistă. Au doi băieți născuți în 2005 și 2007.